# Noyon
Noyon – miejscowość i gmina we Francji, w regionie Hauts-de-France, w departamencie Oise.
Według danych na rok 1990 gminę zamieszkiwało 14 426 osób, a gęstość zaludnienia wynosiła 801 osób/km² (wśród 2293 gmin Pikardii Noyon plasuje się na 12. miejscu pod względem liczby ludności, natomiast pod względem powierzchni na miejscu 114.).

## Zabytki
- Katedra Notre-Dame budowana w wiekach XII i XIII jako jeden z pierwszych kościołów gotyckich. Budowę rozpoczął w 1135 biskup Szymon z Vermandois
- Biblioteka kapituły
- Zabytkowe domy

Noyon to także miejsce urodzenia Jana Kalwina.

## Galeria zdjęć

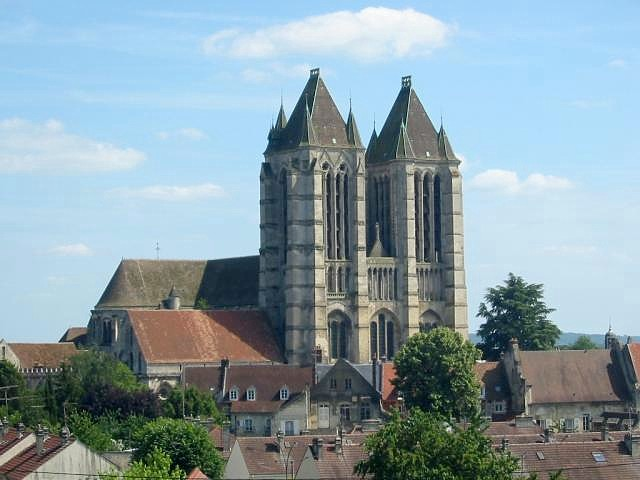
Katedra
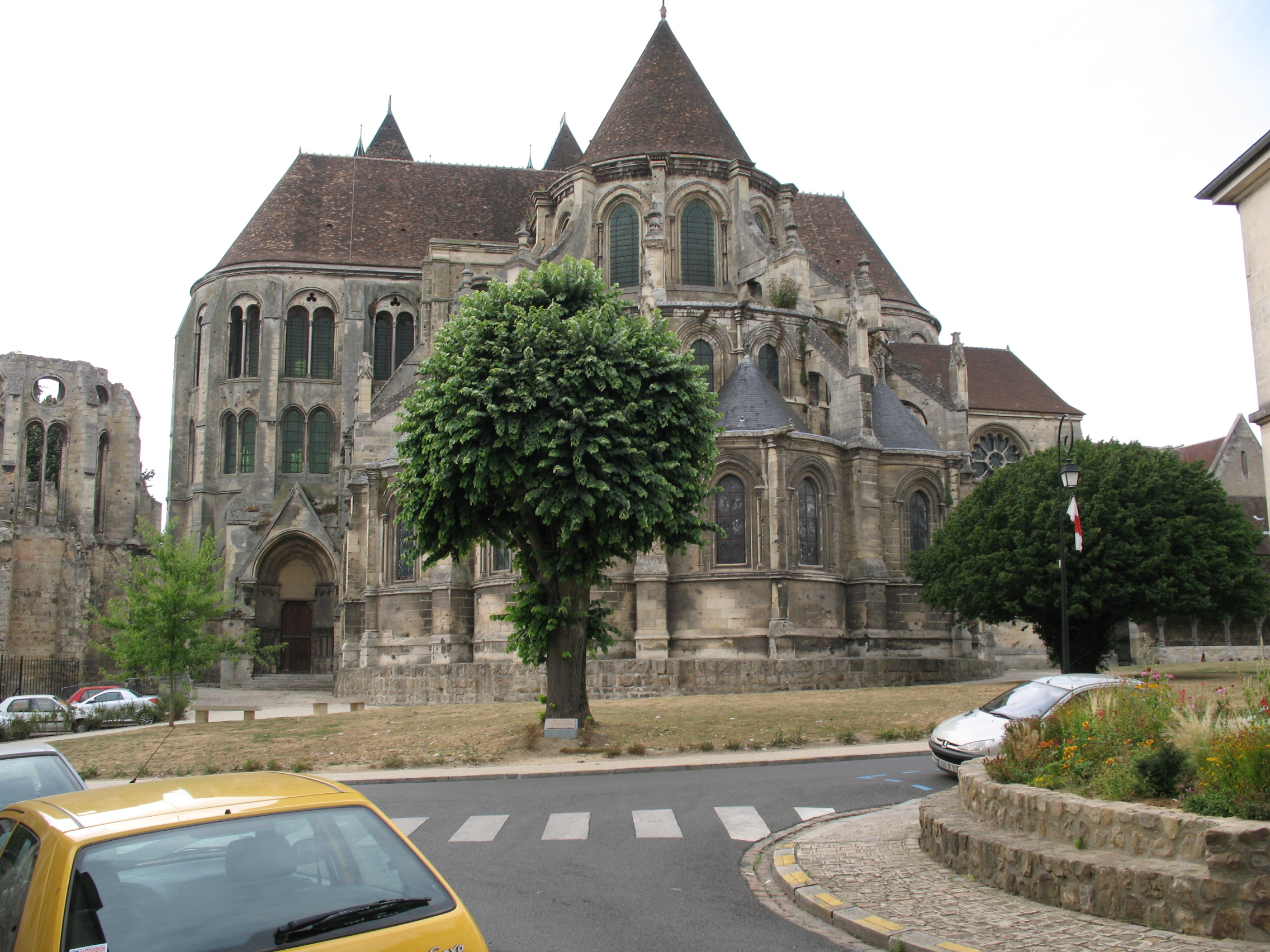
Katedra
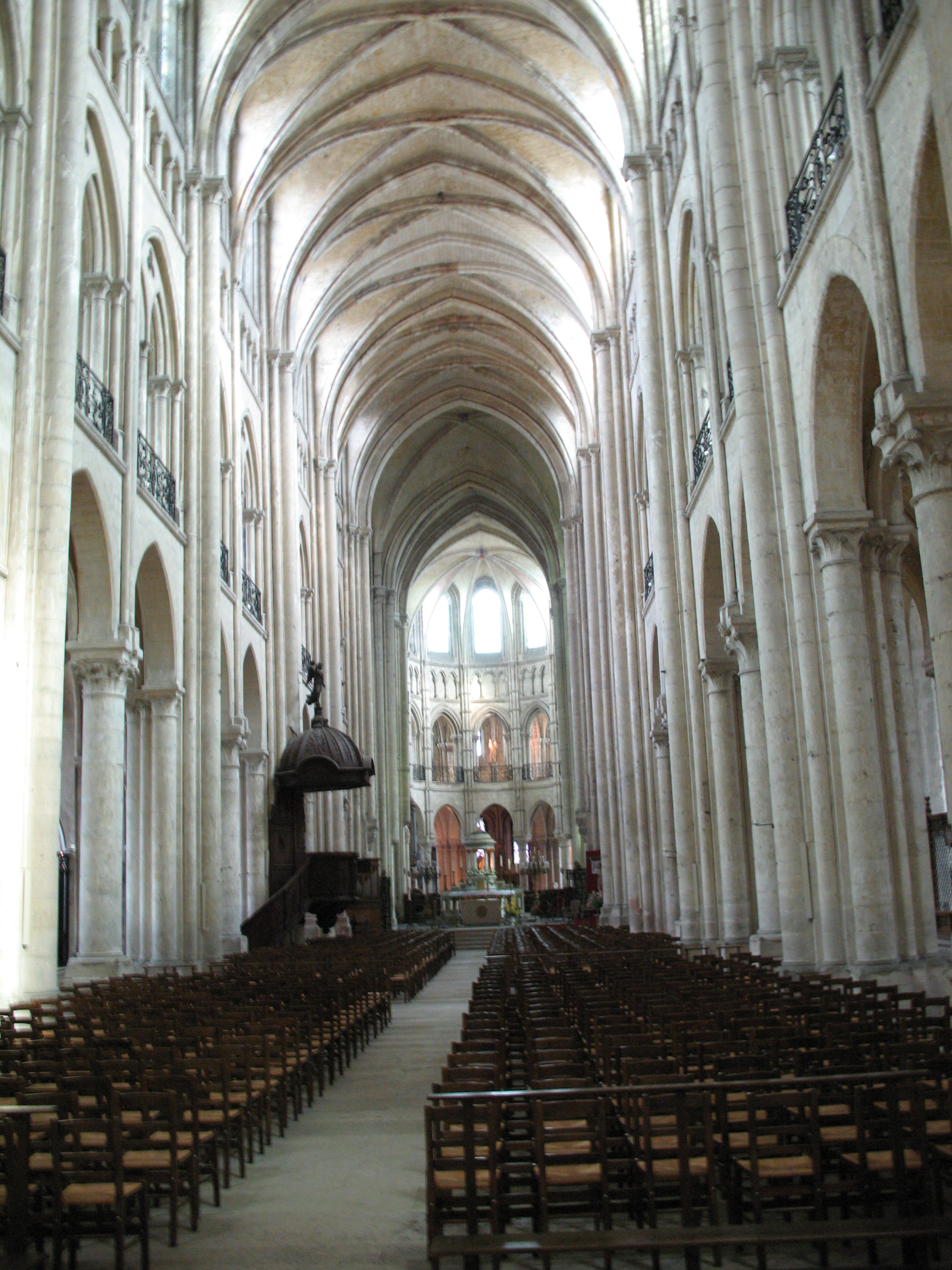
Katedra, wnętrza
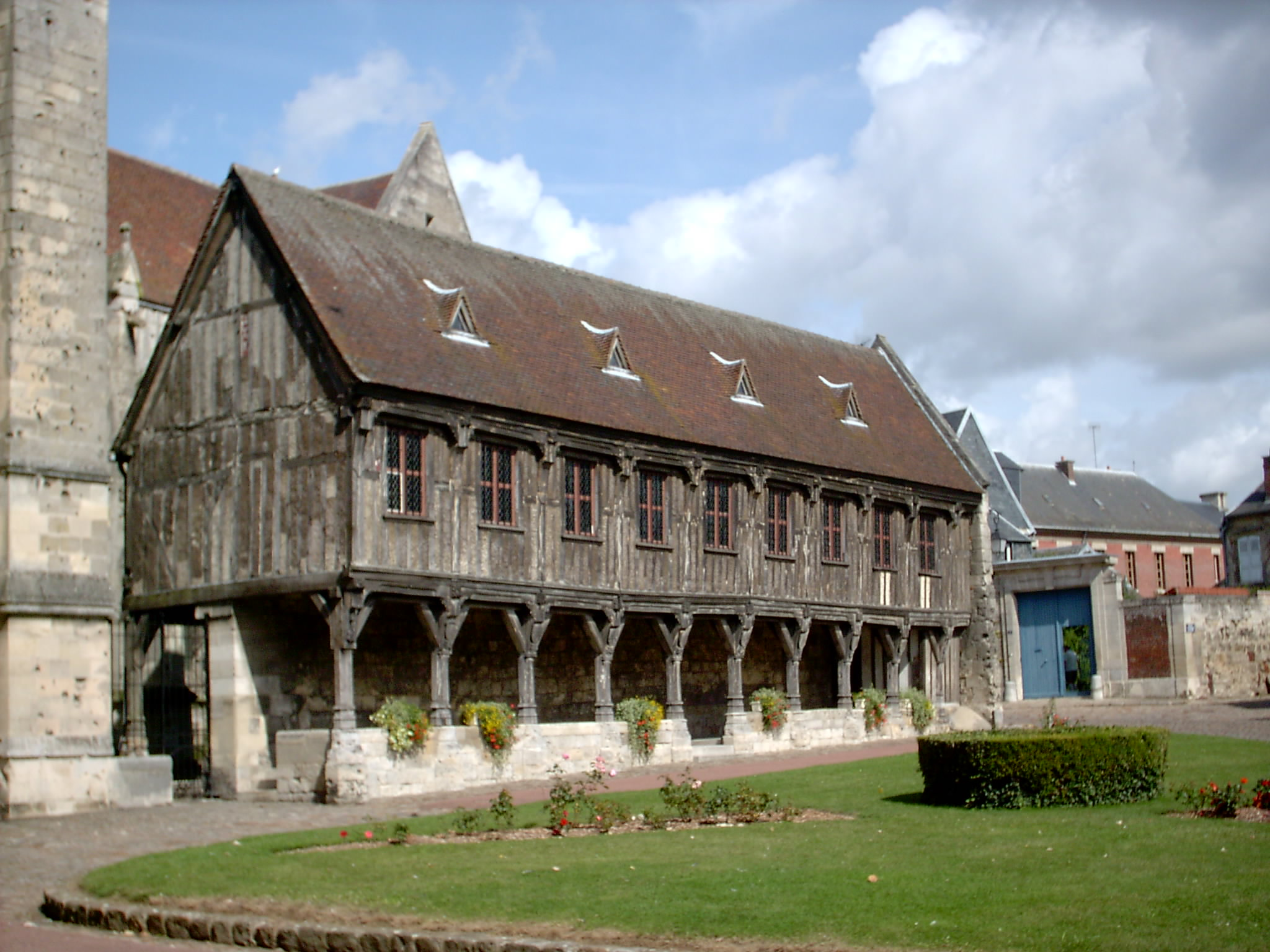
Biblioteka kapituły